# Argyrodes sextuberculosus
Argyrodes sextuberculosus là một loài nhện trong họ Theridiidae.
Loài này thuộc chi Argyrodes. Argyrodes sextuberculosus được Embrik Strand miêu tả năm 1908.